# Chiesa di San Giovanni Battista a Belleville
La chiesa di san Giovanni Battista a Belleville (in francese: église Saint-Jean-Baptiste de Belleville) è un luogo di culto cattolico di Parigi, situato al civico 139 di rue de Belleville, nel XIX arrondissement; è sede dell'omonima parrocchia, affidata al clero diocesano.
La chiesa si trova nei pressi delle stazioni della metropolitana di Parigi Jourdain (linea 11) e Place des Fêtes (linee 7 bis e 11).

## Storia
Il villaggio di Belleville, situato a nord-ovest di Parigi, già esisteva nel VII secolo; i suoi campi appartenevano, per volere di Enrico I di Francia, al priorato di Saint-Martin-des-Champs. Non avendo una parrocchia nel loro villaggio, i belvillesi ottennero dal vescovo, nel 1543, il permesso per costruite una cappella, che fu iniziata nel 1548. La chiesa parrocchiale, dedicata a san Giovanni Battista, venne costruita a partire dal 1645 grazie allo sprone di Charles Hillerin, parroco di San Mederico di Parigi da cui Belleville dipendeva, come recava la scritta riportata sulla prima pietra:
(Prima pietra della chiesa)
Belleville divenne parrocchia autonoma soltanto nel 1806.
L'attuale edificio di culto venne edificato tra il 1854 e il 1859 su progetto di Jean-Baptiste-Antoine Lassus, alla cui morte (1857) subentrò l'architetto diocesano e suo allievo Casimir Truchy. Il 24 giugno 1854 la prima pietra venne benedetta dall'arcivescovo Marie-Dominique-Auguste Sibour e posata dal Barone Haussmann; la chiesa, una volta completata, venne consacrata l'11 agosto 1859 dal successore di Sibour, il cardinale François-Nicholas-Madeleine Morlot. Nel 1860 il comune di Belleville fu soppresso e il suo territorio divenne parte integrante della città di Parigi, andando a costituire l'omonimo quartiere.
In questa chiesa fu battezzata il 16 dicembre 1917, all'età di due anni, la cantautrice Édith Piaf.
Nel 2008 venne rifatta l'intera area presbiterale su progetto di François Lacoste, andando a sostituire i precedenti arredi mobili con altri fissi, mentre nel 2015 venne realizzato un nuovo impianto di illuminazione interna con l'installazione di moderni lampadari nelle navate e nel transetto. Dal 23 giugno dello stesso anno, la chiesa è monumento storico di Francia.

## Descrizione

### Misure e dimensioni
| Parametro                     | Misura |
| ----------------------------- | ------ |
| Lunghezza                     | 68 m   |
| Larghezza                     | 25 m   |
| Altezza della navata centrale | 19 m   |
| Altezza delle navate laterali | 8 m    |
| Altezza della facciata        | 26 m   |
| Altezza dei campanili         | 57 m   |
| Diametro del rosone           | 5 m    |

### Architettura

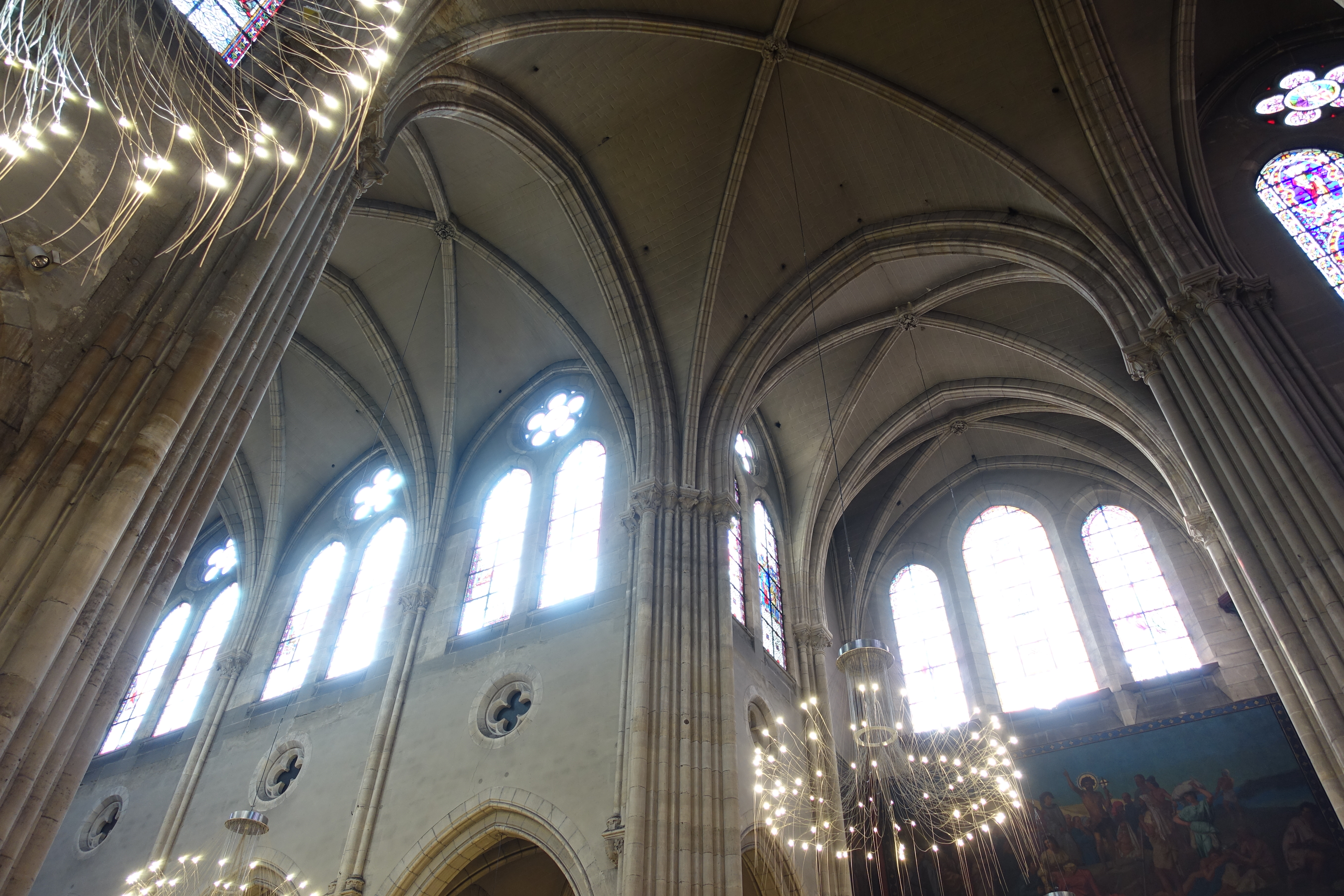
Scorcio dell'interno

La chiesa è l'ultimo e più importante lavoro di Jean-Baptiste-Antoine Lassus (1807-1857), uno dei primi studiosi dell'architettura medioevale della metà del XIX secolo in Francia. Lassus fu determinante per la struttura dell'edificio, fissò il programma iconografico e disegnò gli arredi della chiesa; l'apparato scultoreo è opera di Aimé-Napoléon Perrey, mentre le finestre furono realizzate da Auguste de Martel, su disegno di Louis Steinheil; le cerniere di tutti i portali furono forgiate dal fabbro Pierre Boulanger.
Lassus, basandosi sulla sua esperienza di responsabile nei restauri di numerosi edifici medioevali (tra i quali la cattedrale di Notre-Dame, la Sainte-Chapelle e la chiesa di Saint-Germain-l'Auxerrois in Parigi), per la chiesa di San Giovanni Battista a Belleville optò per l'utilizzo dello stile neogotico (largamente utilizzato a Parigi nell'edilizia religiosa dell'epoca) e volle ispirarsi all'architettura gotica della Francia settentrionale del XIII secolo accentuandone il forte slancio verticale e i giochi di luce. Eugène Viollet-le-Duc, collaboratore di Lassus, lodò il risultato:
(Eugène Viollet-le-Duc)

### Esterno

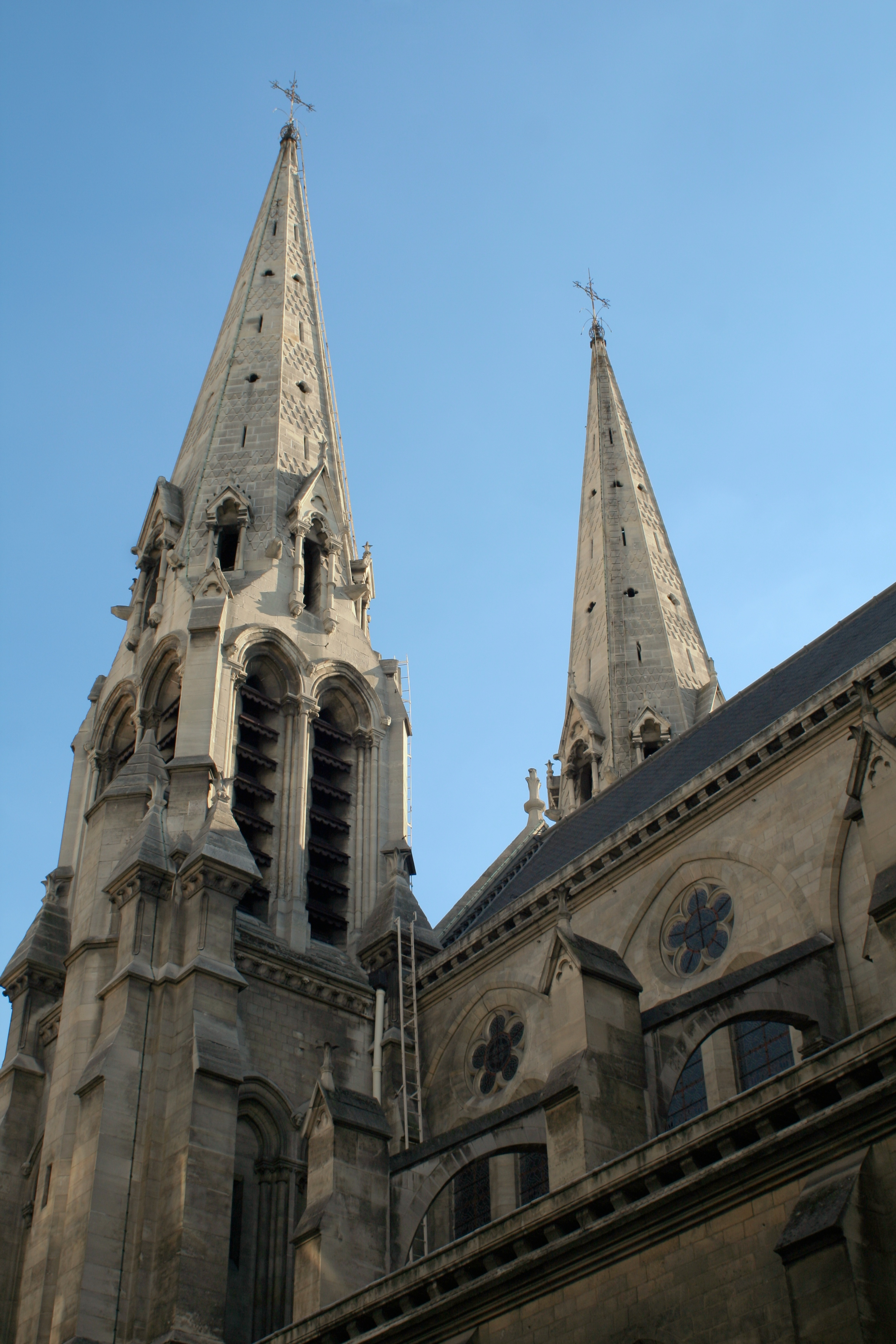
I campanili

La facciata della chiesa prospetta sullo slargo di rue de Belleville che si forma all'incrocio con rue du Jourdain; essa è tripartita verticalmente da sporgenti contrafforti che seguono la suddivisione interna del piedicroce. In basso, si aprono tre portali strombati, ciascuno dei quali è sormontato da una lunetta ogivale con ricca decorazione a bassorilievo su più registri di Aimé-Napoléon Perrey (1858): in quella centrale vi sono Scene della vita di San Giovanni Battista e Cristo Giudice (sul trumeau vi è una statua di San Giovanni Battista che indica l'Agnello di Dio), in quella di sinistra I profeti Isaia e Malachia che annunciano il Battista e in quella di destra Gesù e Giovanni in prigione, Gesù libera Adamo ed Eva e Gloria del Battista. Al di sopra dei portali, vi è un loggiato costituito da una serie di archetti a sesto acuto poggianti su colonnine, a sua volta sormontato da due bifore murate (in corrispondenza delle navate laterali) e dal rosone (in corrispondenza della navata centrale); quest'ultimo presenta una vetrata policroma con il Coro degli angeli e la Vergine Immacolata di Auguste de Martel (1863). Il coronamento del prospetto al centro è piatto (la cuspide del tetto si trova infatti in posizione leggermente arretrata), mentre ai lati si elevano le due torri campanarie, con le celle che si aprono su ciascun lato con una bifora, uno svettante coronamento a cuspide a base ottagonale e un concerto di quattro campane.
Le fiancate della chiesa e l'abside sono caratterizzate dal paramento murario in blocchi squadrati di pietra e dalla presenza di archi rampanti. Ciascuna delle due facciate del transetto presenta in alto, al di sotto del coronamento triangolalre, tre monofore ogivali affiancate (delle quali la centrale più ampia), mentre nella parte inferiore si apre un portale con trumeau e lunetta a rilievo, opera di Perrey: quella del braccio di destra rappresenta la Resurrezione di Gesù, mentre l'altra la Consacrazione della chiesa di Belleville. Lungo il deambulatorio che cinge il coro e l'abside, trovano luogo alcune cappelle poligonali (due per lato), anch'esse esternamente caratterizzate dall'alternanza di contrafforti e ampie monofore; ai lati della cappella assiale (che invece è a pianta rettangolare) vi sono due corpi di fabbrica che ospitano le sacrestia e i locali parrocchiali.

### Interno

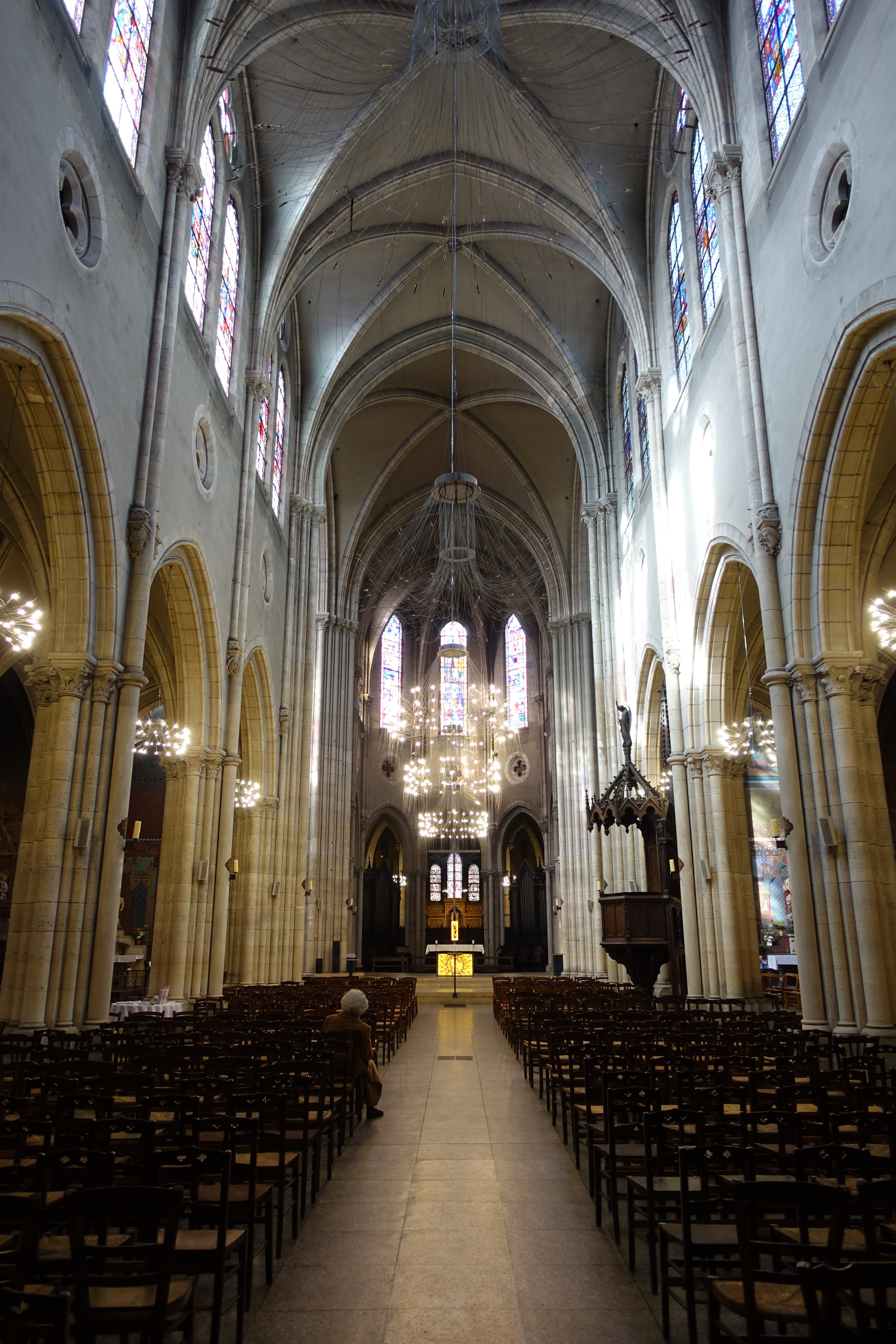
L'interno

La chiesa di San Giovanni Battista presenta una struttura con pianta a croce latina con profonda abside, transetto poco sporgente e piedicroce avente tre navate di quattro campate ciascuna (cui si aggiunge la campata d'ingresso).
Le navate, coperte con volta a crociera quadripartita, sono suddivise da arcate a sesto acuto poggianti su pilastri polistili con capitelli scolpiti; non vi è matroneo, né triforio, in sostituzione dei quali vi sono dei piccoli oculi quadrilobati che danno sul sottotetto delle navate minori. Dai pilastri partono alcuni fasci che si collegano direttamente al soffitto i quali, grazie all'assenza di qualsiasi elemento orizzontale, contribuiscono al forte slancio verticale della composizione. Il cleristorio è costituito da grandi bifore le cui vetrate policrome, realizzate da Auguste de Martel su disegno di Louis Steinheil rappresentano Scene dell'Antico Testamento; degli stessi autori sono le vetrate del coro (con Santi), quelle dell'abside (Scene della Passione e della Resurrezione di Gesù) e quelle, con soggetto vario, che si trovano nelle cappelle laterali; in quest'ultime si trovano anche le pregevoli stazioni della Via Crucis, a rilievo, caratterizzate da una ricca cornice policroma in stucco in stile neogotico. Al di sotto della quarta arcata di destra della navata maggiore vi è il pulpito ligneo, con baldacchino sormontato dalla statua di un Angelo. Nelle due controfacciate del transetto, al di sotto delle tre monofore, vi sono due grandi affreschi del 1870 con le Nozze della Vergine (a destra, di Jean-Baptiste-Auguste Leloir) e San Giovanni Battista che predica nel deserto (a sinistra, di Théodore-Pierre-Nicholas Maillot). I due altari del transetto sono dedicati al san Giovanni Battista (braccio di sinistra) e sa san Giuseppe (braccio di destra).
Le navatelle proseguono oltre il transetto ai lati del coro (composto da un'unica campata) e si ricongiungono andando a formare, intorno all'abside poligonale, un deambulatorio con cappelle radiali. La cappella assiale (a pianta rettangolare a differenza delle altre, che sono la metà di un ottagono) è dedicata alla Vergine Maria, raffigurata nella statua soprastante l'altare, e presenta sulle pareti laterali numerose lapidi con scolpiti i nomi dei donatori che finanziarono la costruzione della chiesa; nella parete di fondo si aprono tre monofore con vetrate policrome raffiguranti Scene della vita della Madonna. Il presbiterio risale, nella sua sistemazione attuale, al 2008 e si compone di moderni arredi, quali lungo l'asse principale l'altare maggiore (il cui paliotto è costituito da una vetrata con l'Agnus Dei di Henri Guérin), il tabernacolo (con un'altra vetrata di Guerin raffigurante il Roveto ardente), il fonte battesimale e la grande croce dorata risalente al 1961.

### Organi a canne

#### Organo maggiore

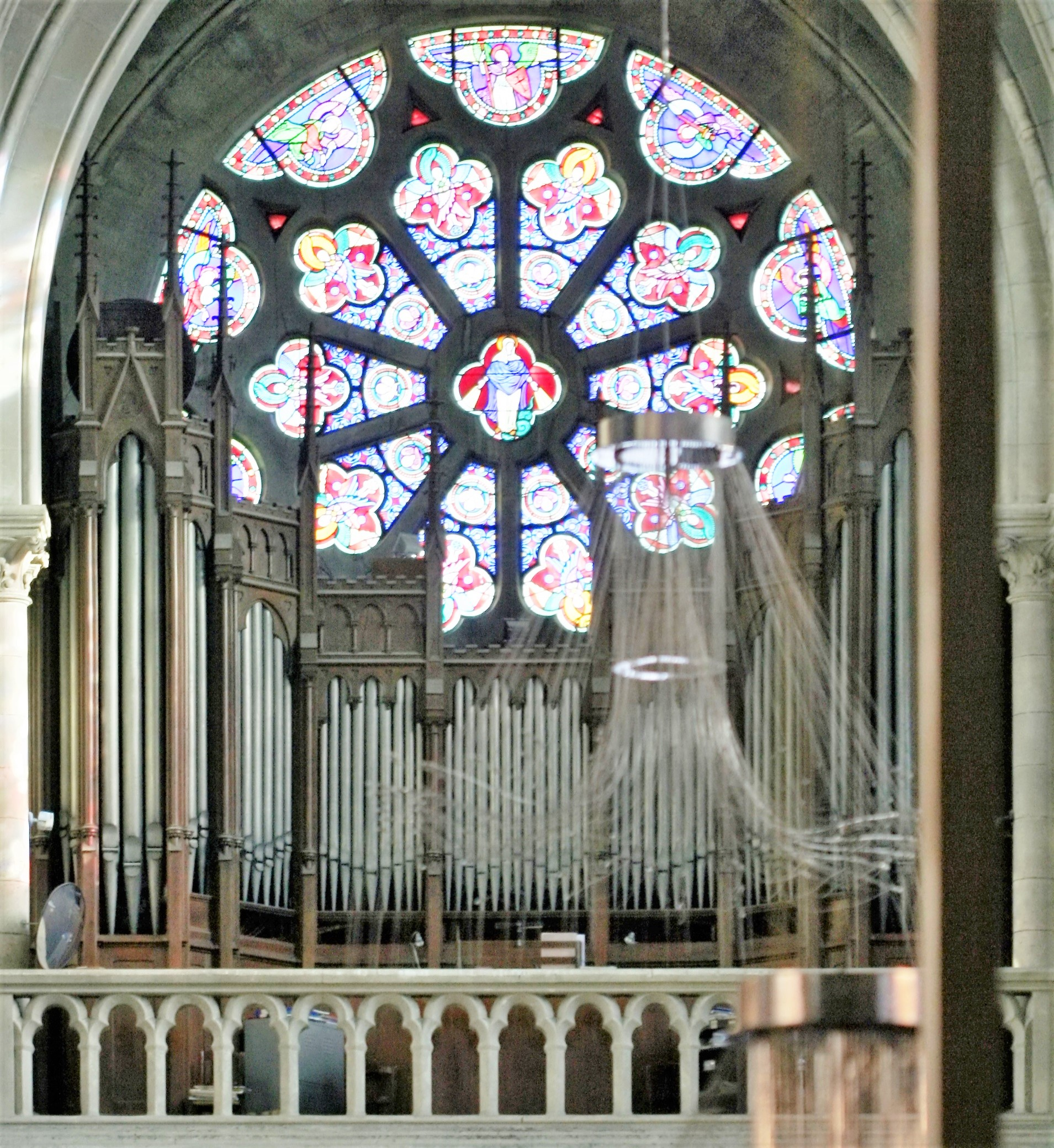
L'organo maggiore

L'organo a canne principale della chiesa è situato sulla cantoria in controfacciata; è opera di Aristide Cavaillé-Coll che lo costruì nel 1860 (opus 158/120, inaugurato il 12 gennaio 1861). Lo strumento venne successivamente più volte restaurato e modificato, dapprima da Roethinger nel 1960, poi da Beuchet-Debierre nel 1976 e infine da Dargassies nel 2003.
L'organo è composto da un unico corpo, inserito all'interno di una cassa lignea in stile neogotico, decorata con archetti ciechi, merlature e cuspidi. La mostra, formata da canne di principale con bocche sia a mitria, sia a scudo, si articola all'interno di più campi. La consolle, non originale, è anch'essa situata in cantoria ed è rivolta verso la navata; ha due tastiere e pedaliera. Lo strumento dispone di 22 registri ed è a trasmissione elettrica.

#### Organo del coro
Nella chiesa si trova un secondo organo a canne, costruito nel 1859 per accompagnare il canto corale da Antoine-Louis Suret. Lo strumento è diviso in due corpi posti simmetricamente nell'abside, al di sotto delle due arcate laterali dell'esedra; ciascuno di essi è racchiuso entro una cassa lignea in stile neogotico, la cui facciata è composta da una serliana con arco ogivale entro la quale sono poste le canne della mostra (del registro principale, con bocche a scudo), sormontata da due guglie e una cuspide triangolare. La consolle si trova al di sotto dell'arcata centrale dell'abside ed ha due tastiere e pedaliera. La trasmissione è integralmente meccanica e i registri sono in totale 13.

## Galleria d'immagini

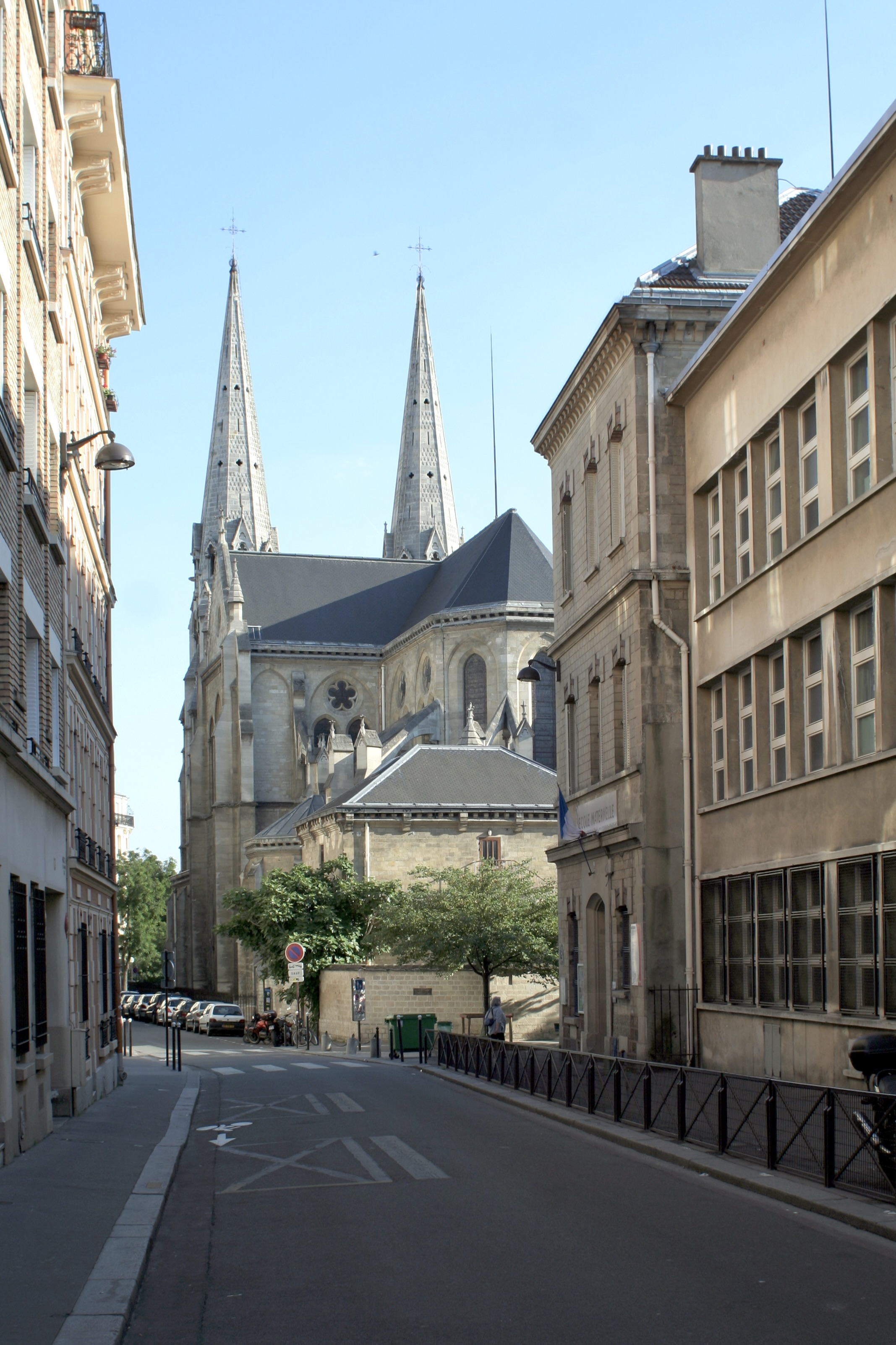
Veduta esterna da rue de Palestine
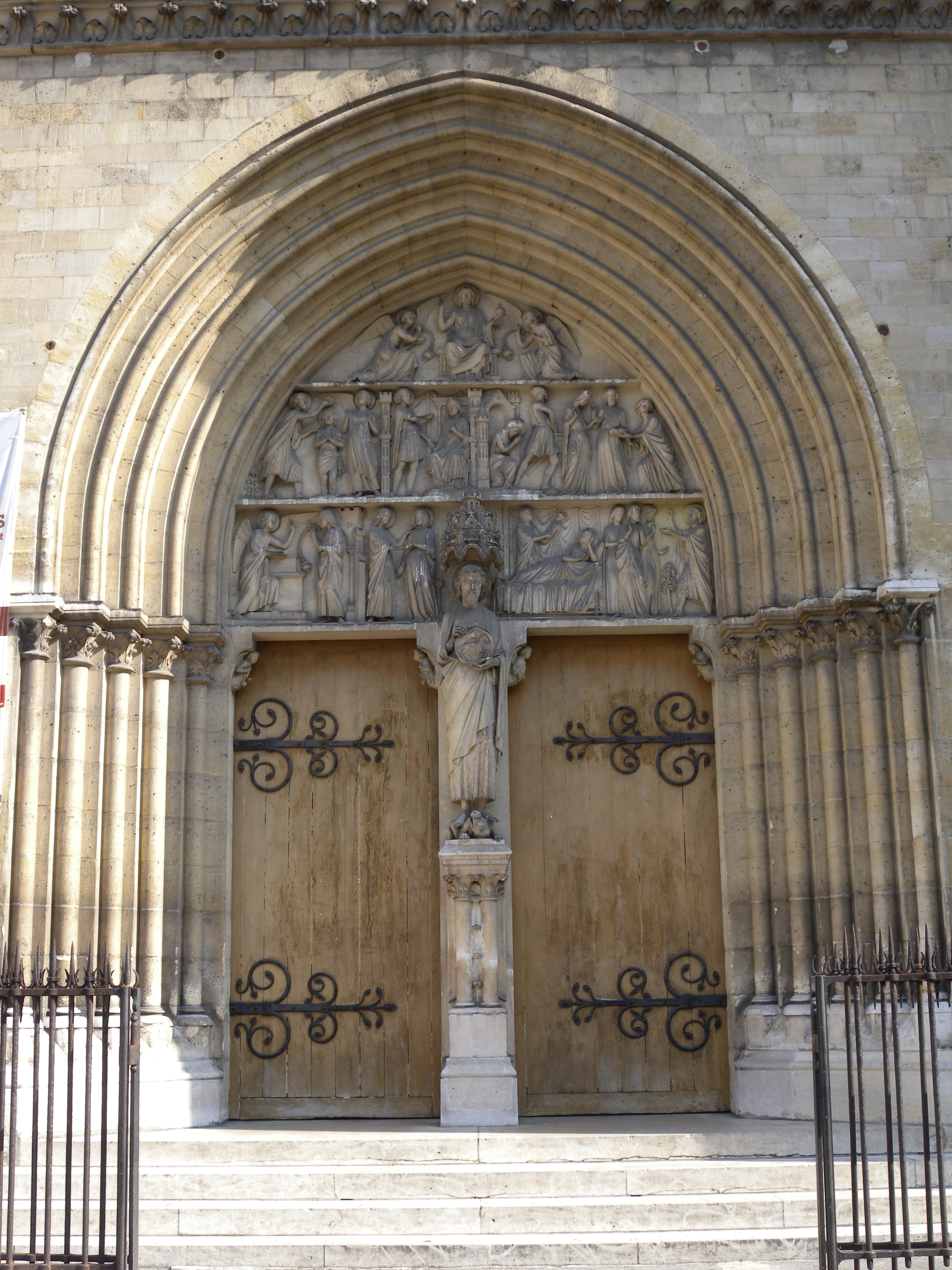
Il portale centrale
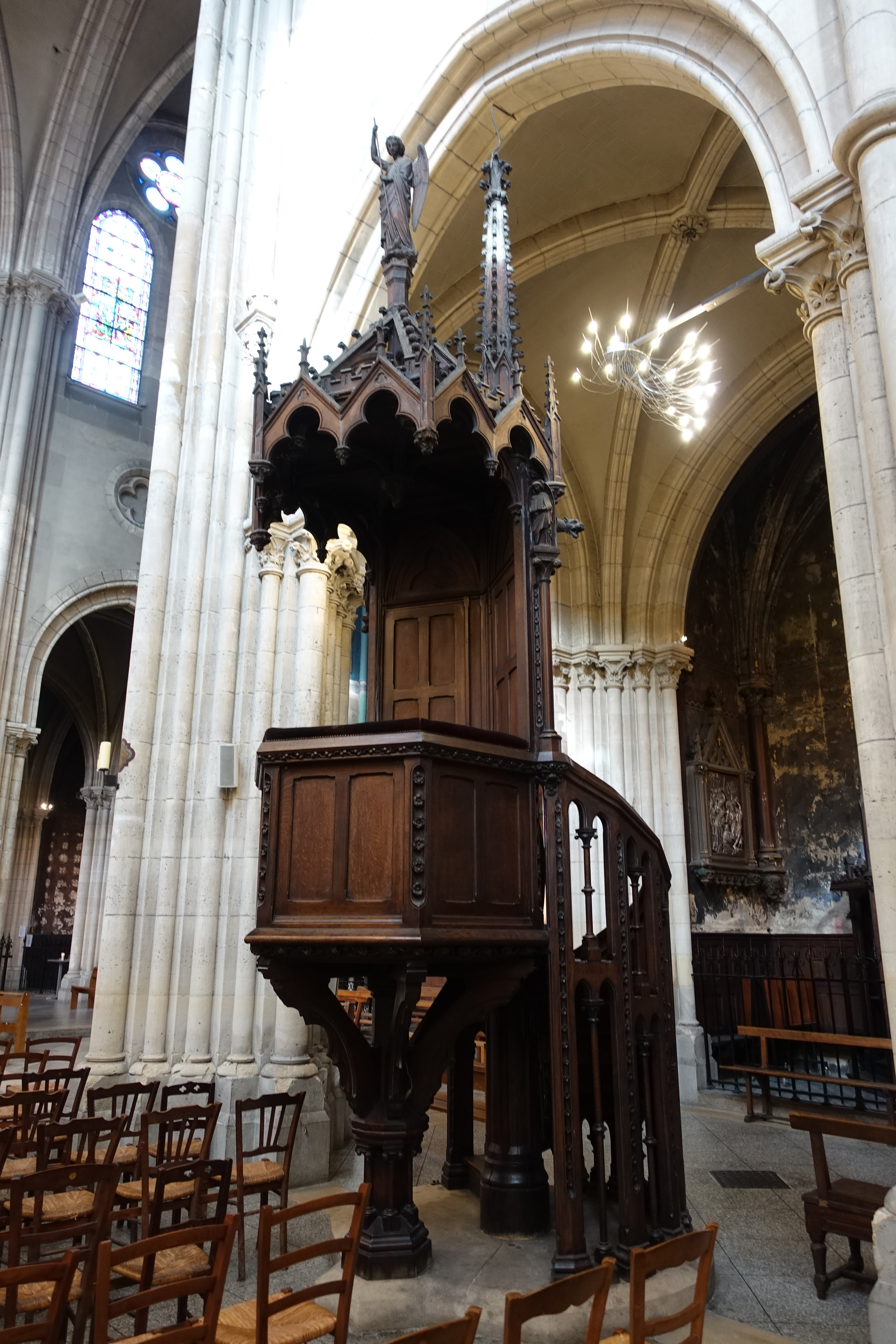
Il pulpito
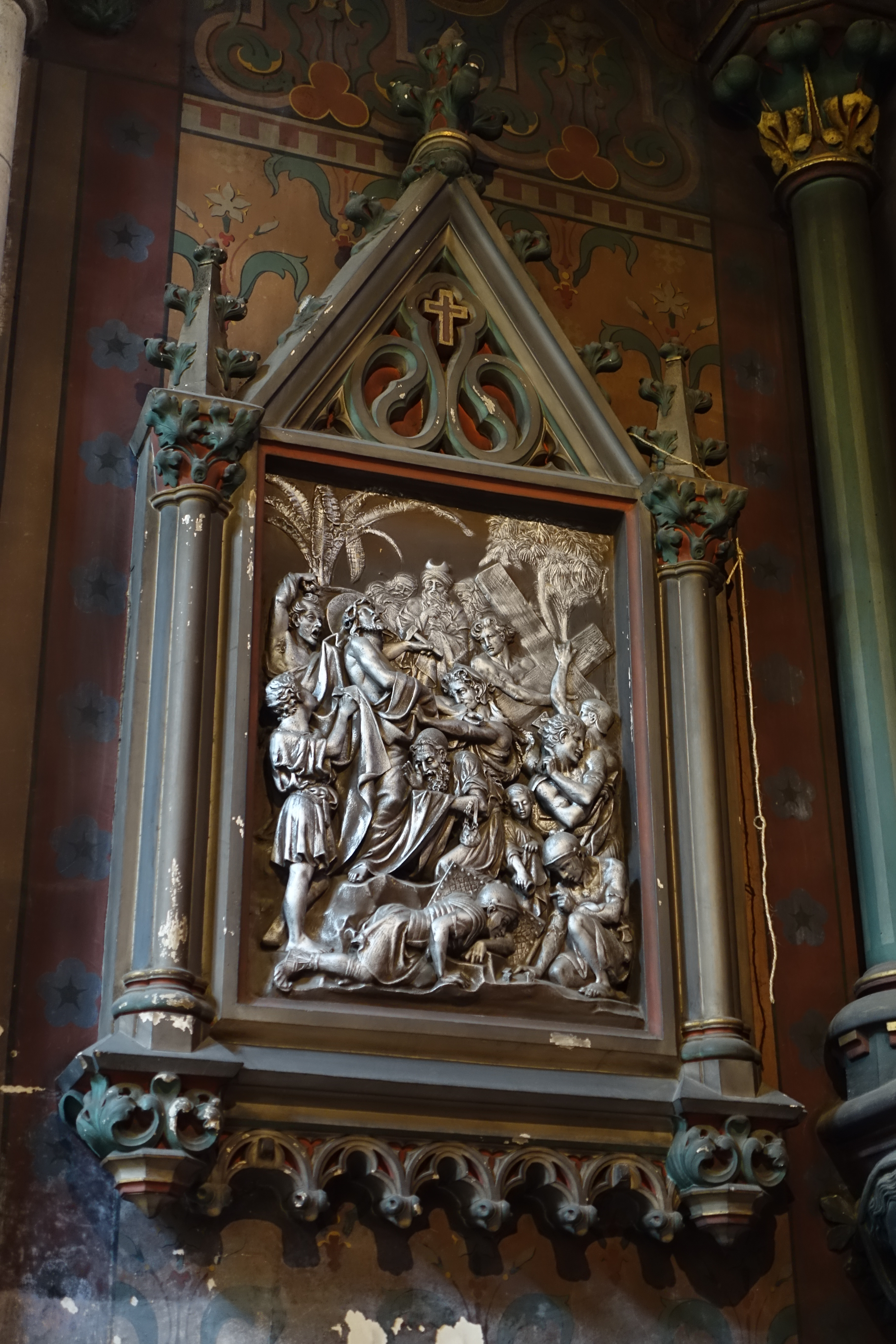
Una stazione della Via Crucis
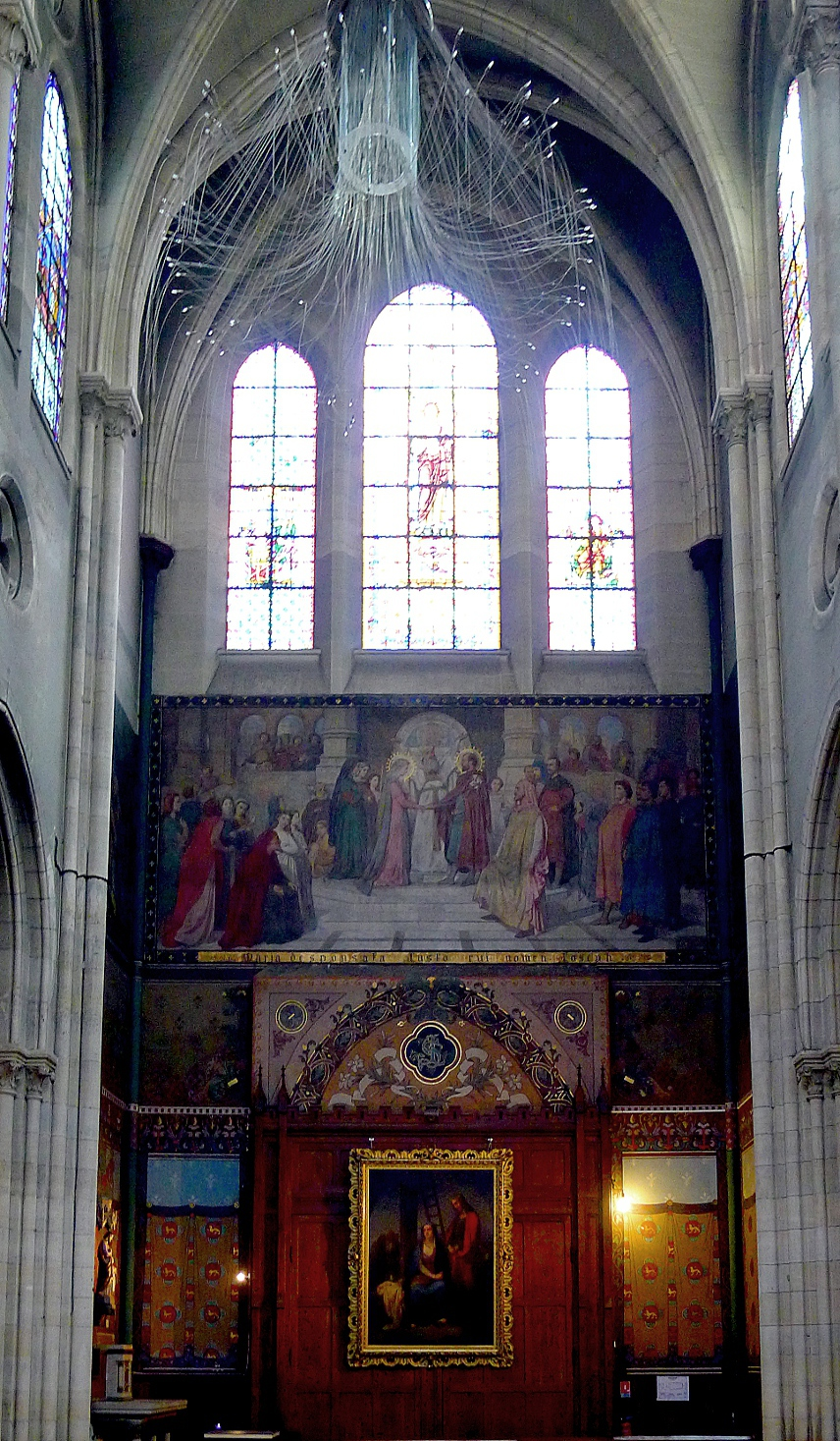
Transetto di destra
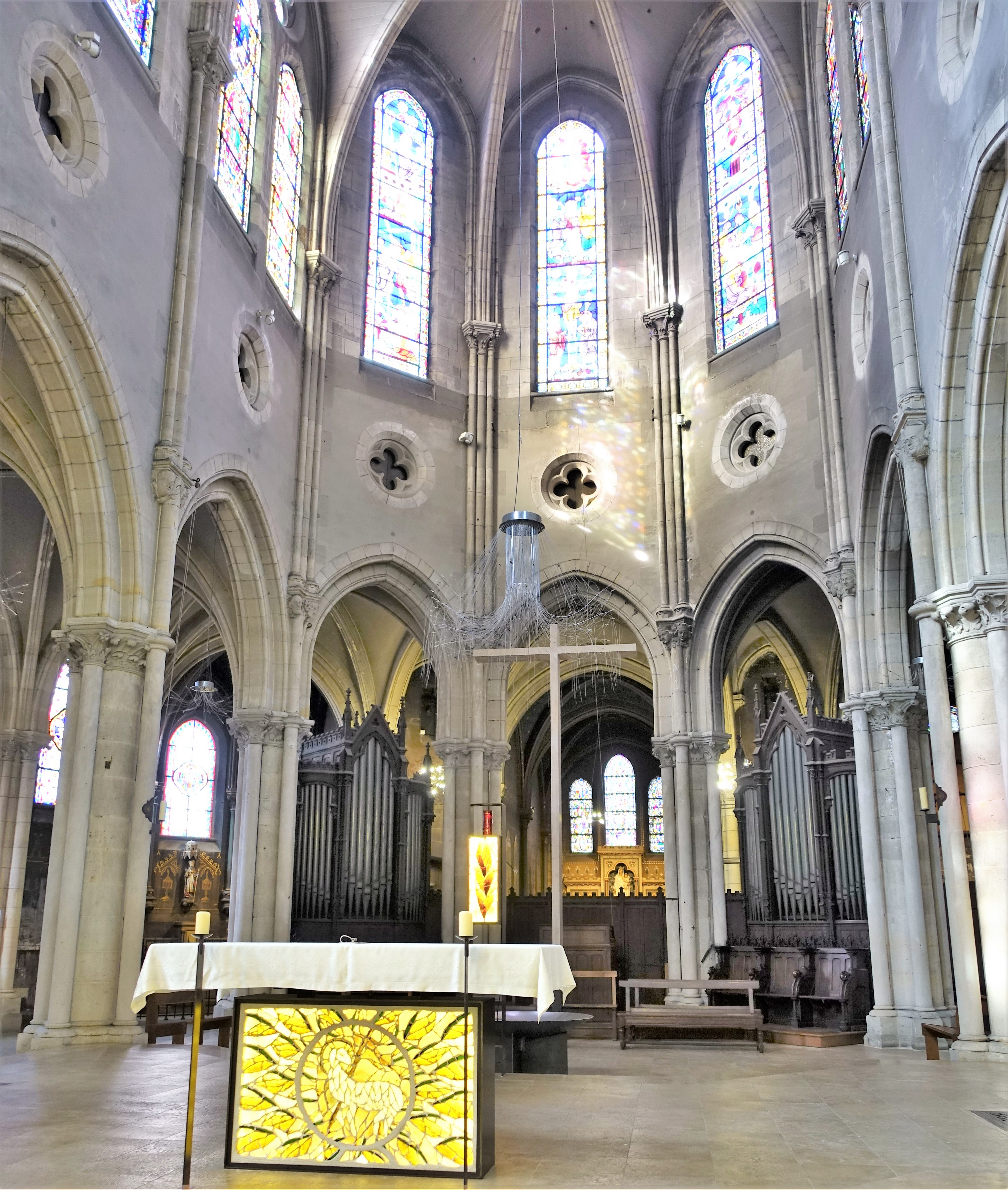
Abside e presbiterio
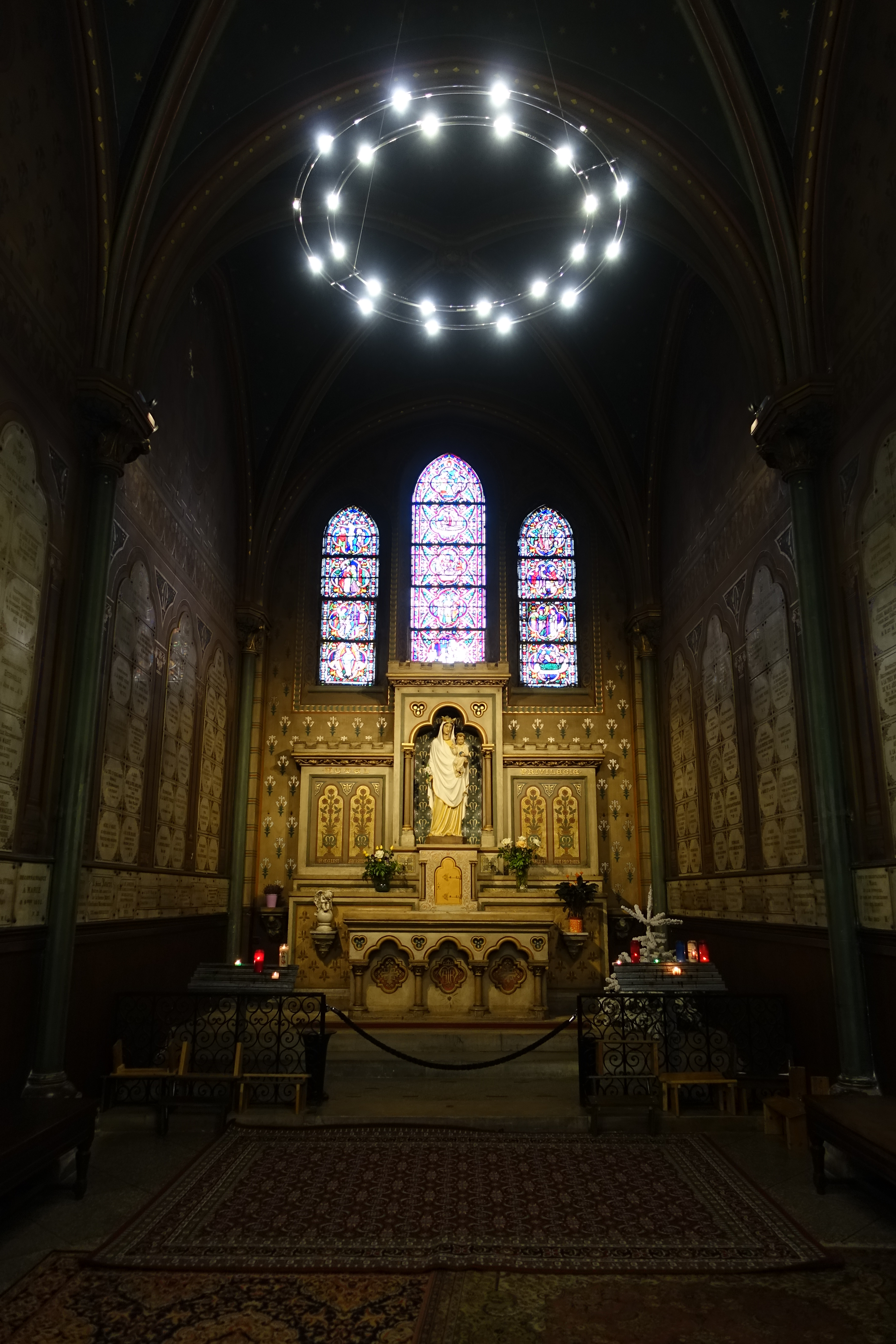
La cappella assiale
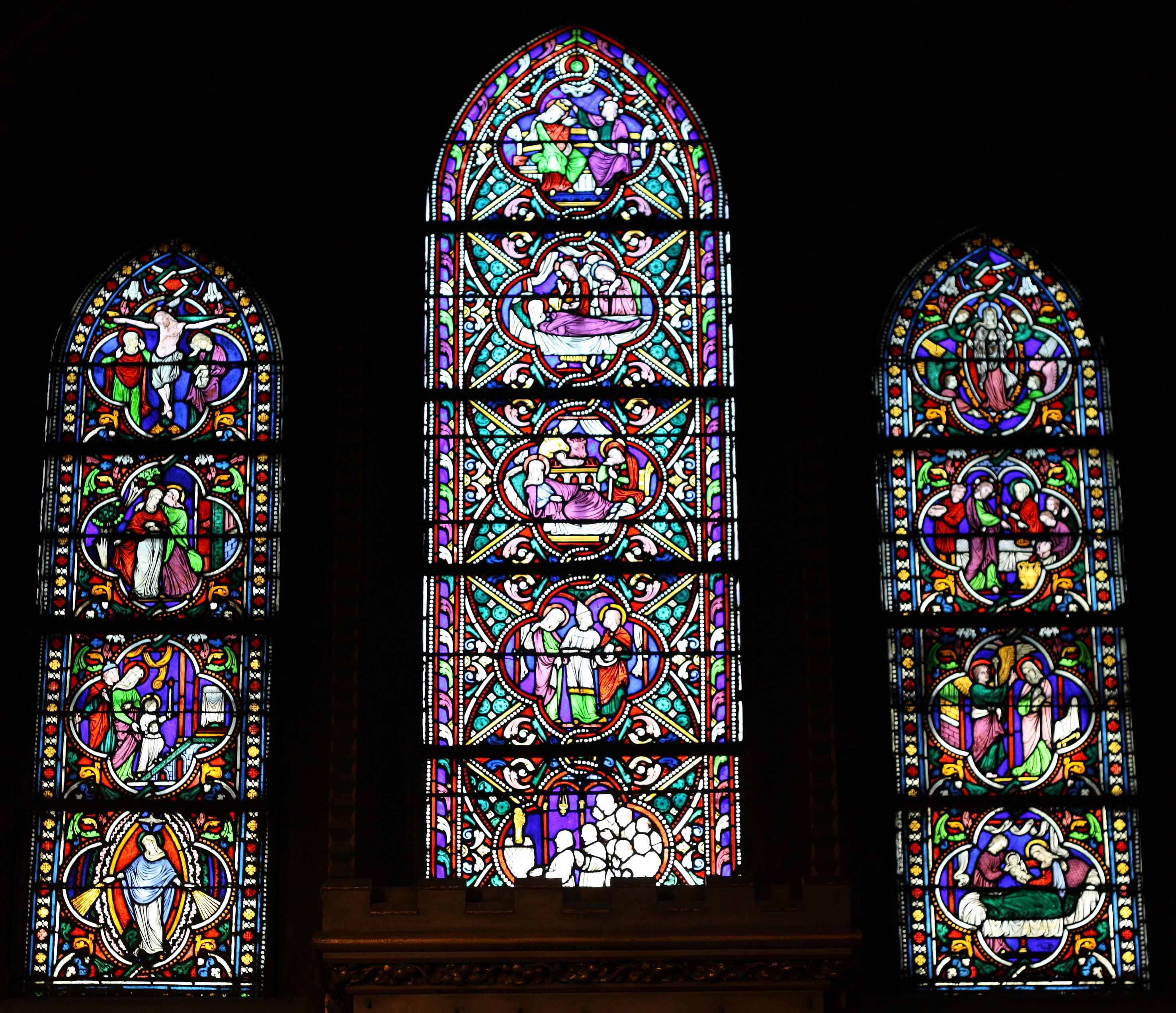
Vetrate con Scene della vita della Madonna
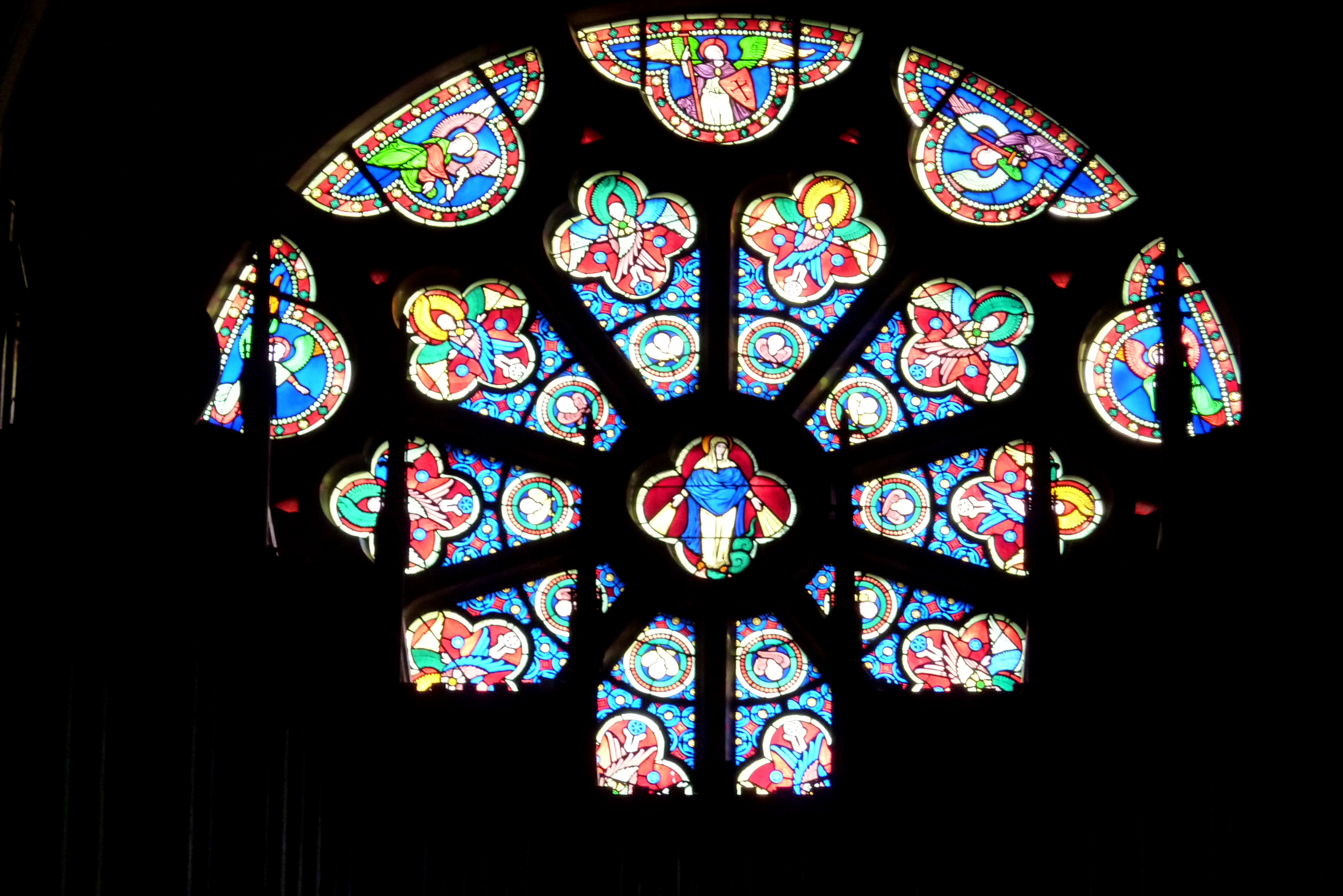
Il rosone con il Coro degli angeli